# Genaro Abasolo
Genaro Abasolo (Santiago do Chile, 1825 — 1884) foi um político chileno, um dos precursores do Socialismo em seu país.